# Nerpitschje-See (Kamtschatka)
Der Nerpitschje-See (russisch Нерпичье), auch Nerpitsch genannt, ist ein leicht salziger See in der Region Kamtschatka.
Der Nerpitschje-See ist durchschnittlich 4,4 Meter tief und erreicht mit 12 Metern seine tiefste Stelle. Er bedeckt in etwa 552 km² und ist somit der größte See auf der Halbinsel. Er ist über den kurzen Abfluss Osjornaja mit der Flussmündung der Kamtschatka verbunden. Dort befindet sich die Kleinstadt Ust-Kamtschatsk. Am südlichen Seeufer befindet sich der Flugplatz der Stadt. Durch allmählich eindringendes Meerwasser verwandelt sich der See langsam zu einem Salzsee.
Wegen seiner ungleichmäßigen Form bildet er noch einen zweiten, kleineren See namens Kultutschnoje.
Der See ist sehr fischreich. Er beherbergt zum Beispiel Heringe, Lachse, Äschen und Stinte. Auf der Sandbank zwischen Meer und See ruhen und versammeln sich Stellersche Seelöwen und Ringelrobben. Außerdem leben Delfine im See. Das Gebiet um den See ist ein belebtes Vogelgebiet mit Möwen, Hornlunden und vielen Entenspezies.

## Namensherkunft
Seinen Namen Nerpichye hat er von dem russischen Wort Нерпа (nerpa), was so viel wie „(Süßwasser-)Dichtung“ bedeutet. Das türkische Wort Kultuchnoye bedeutet „Lagune“.